# Костино (Рыбновский район)
Ко́стино — село в Рыбновском районе Рязанской области. Входит в состав Пощуповского сельского поселения.

## География
Расположено на северо-востоке Рыбновского района. Поблизости — река Ока.

## История
Село Костино с деревянной церковью Богоявления Христова и Николая чудотворца упоминается в 1628 году. Происхождение названия — от фамилии землевладельца Костина. По окладным книгам 1676 года в Костине существовало 45 приходских дворов, в числе которых — 4 боярских. В 1700 году в селе была построена каменная Богоявленская церковь Стефаном Григорьевичем Михайловым.
В XIX — начале XX века село входило в состав Волынской волости Рязанского уезда Рязанской губернии. В 1905 году в селе было 62 двора.
С 1929 года село входило в состав Пощуповского сельсовета Рыбновского района Рязанского округа Московской области, с 1937 года — в составе Рязанской области, с 2005 года —  в составе Пощуповского сельского поселения.

## Население
| 1859 | 1906 | 2010 |
| ---- | ---- | ---- |
| 345  | ↗494 | ↗595 |

## Транспорт и связь
Осуществляются перевозки автобусами и маршрутными такси от города Рязань (Центральный автовокзал). Почтовая связь осуществляется отделением, находящимся в с. Пощупово.

## Образование
- Костинская средняя общеобразовательная школа[9]
- Костинская школа-интернат[9]

## Архитектура и достопримечательности
В селе — недействующая церковь Богоявления Господня (1700) и усадьба Никитинских.